# Agoraea nigrostriata
Agoraea nigrostriata är en fjärilsart som beskrevs av Rothschild 1909. Agoraea nigrostriata ingår i släktet Agoraea och familjen björnspinnare. Inga underarter finns listade i Catalogue of Life.